# Marian Lupașcu
Marian Lupașcu (n. 4 noiembrie 1957, București, România) este un cercetător științific, etnomuzicolog și fost violonist român.

## Biografie
S-a născut la data de 4 noiembrie 1957 în București.
Studiile muzicale le începe la Școala de Muzică și Arte Plastice nr. 2 din București, între 1964-1972, clasa de vioară. Urmează apoi Liceul de Muzică „George Enescu”, între 1972-1976, la clasa de teorie muzicală.
Între 1977-1981 urmează studiile la Conservatorul de Muzică „Ciprian Porumbescu”, la Facultatea de Muzică și Compoziție muzicală, Muzicologie.
Între 1981-1982 este profesor de vioară la Școala de Muzică și Arte Plastice din Giurgiu.
Între 1982-1985 este instrumentist  violonist la Teatrul „Ion Vasilescu” din Giurgiu.
Între 1985-1989 este profesor de vioară la Școala de Muzică și Arte Plastice din Giurgiu și profesor de muzică la școlile generale din Vărăști și Hotarele, județul Giurgiu.
Între 1989-1990 este profesor de fanfară la Clubul Copiilor din sectorul 1, București.
Între 1990-1991 și 1996-1998 este profesor de vioară la Școala de Muzică și Arte Plastice nr. 2 din București.
Din 1990 este angajat, prin concurs, cercetător științific etnomuzicolog la Institutul de Etnografie și Folclor „Constantin Brăiloiu” al Academiei Române.
În 1992 devine asistent la catedra de folclor a Academiei de Muzică din București (cumul).
Între 1995-1996 este profesor de vioară la Liceul de Muzică „Dinu Lipatti” din București (cumul).
Între 1996-2002 urmează la Universitatea de Muzică din București studiile doctorale în muzicologie. Primește titlul de doctor în anul 2003 cu teza Ritmul asimetric policron, conducătorul tezei fiind profesorul Victor Giuleanu.

## Realizări
A realizat, începând cu 1978, numeroase cercetări de teren în zonele Caraș-Severin, Tulcea, Mureș, Buzău, Olt, Brașov, Bihor, Ilfov, Giurgiu, Brăila, București, Bistrița-Năsăud, Vidin-Timoc și Lom (Bulgaria), Skopje, Bitolia, Moloviște, Tri Cișme (Macedonia) etc.
A scris articole și studii în publicațiile periodice „Revista de etnografie și folclor”, „Anuarul IEF”, „East European Meetings”, „Symposia”, „Revista muzeelor”, „Meteor”, „Actualitatea muzicală”, „Tradiții”, „Datina”, „Cultura”, „Adevărul”, „Curierul național”, „Tinerama”, „Privirea” etc.
A realizat înregistrări, în studioul Institutului de Etnografie și Folclor „Constantin Brăiloiu”, cu informatori din Brăila, Suceava, Dolj, Teleorman, Vrancea, Argeș, Giurgiu, București, Aidimir-Cadrilater (Bulgaria), Zaiciar-Timoc (Serbia).
Este unul dintre inițiatorii și realizatorii seriilor de CD-uri Arhive folclorice românești și Folclor muzical brăilean, pentru care studiază tehnici de digitizare, restaurare și editare a documentelor (sunet, imagine, text). Toate aceste activități se regăsesc și în demersul său teoretic, axat pe probleme de metodologie și structură, mai ales în domeniul ritmicii muzicale, al sistemelor de transcriere, clasificare, tipologizare.

## Lucrări

### Cărți
- Categorii și instrumente muzicale pastorale în cultura carpatică, Editura Muzeului Național al Literaturii Române, București, 2013, 130 pagini ISBN 978-973-167-204-5

### Studii și articole

#### Volume colective
- „Aspecte ale muzicii dansurilor populare din zona Corabia - județul Olt”, în Imagini și permanențe în etnologia românească, Chișinău, Editura Știința, 1992
- „Dimensiunea etnofolclorică”, în Satul românesc contemporan, București, Centrul de Informare și Documentare Economică, 1993 (coautor)
- „Decomposing and Recomposing an Epic Song: Ăi trei frați cu nouă zmei”, în Balada și studiile despre baladă la cumpăna dintre secole / Ballad and  Ballad Studies at the Turn of the Century, București, Editura Deliana, 2001 (coautor)
- „Abordări și premise teoretice moderne în sistematica ritmicii asimetrice folclorice”, în Etnologica, București, Editura Paideia, 2002
- „Preliminarii la studiul ritmului folcloric asimetric”, în Symposia. Caiete de etnologie și antropologie, Craiova, Editura Aius, 2002
- „De la folclor la muzica populară”, în Enciclopedia marilor personalități din istoria, știința și cultura românească de-a lungul timpului, vol. VII: Cultura și civilizația țărănească, editor Ion Popescu-Văduva, București, Editura Geneze, 2005
- „Romanian Music between Orient and Occident”, în „Urban Music in the Balkans. Papers of the International Symposium”, editor Sokol Shupo, Tirana, ASMUS, 2006
- „Folclor muzical / Musique folklorique”, în Patrimoniul cultural imaterial din România, Repertoriu. I / Patrimoine culturel immateriel de Roumanie, Repertoire. I, București, cIMeC - Institutul de Memorie Culturală, 2009
- „Folclorul românesc. De la cântări medievale la variante actualizate”, în Forum: Rumänien. Von Hora, Doina und Lautaren. Einblicke in die rumänische Musik und Musikwissenschaft, mit 2 Audio-CDs, editor Thede Kahl, Berlin, Editura Frank & Timme, 2016
- „Ilarion Cocișiu promotor al unei abordări teoretice novatoare în ritmica muzicală”, în Deschideri etnologice. In honorem Sabina Ispas la 75 de ani, București, Ed. Etnologică, 2016

#### Periodice
- „Cronica discului”, în Anuarul IEF, tom. 4, București, 1993
- „Marin Chisăr - Dinamica unei personalități folclorice”, în Anuarul IEF, tom. 5, București, 1994
- „Centenarul nașterii lui Constantin Brăiloiu”, în Revista de Etnografie și Folclor, tom. 39, nr. 3-4, București, 1994 (coautor)
- „Aspects of the Music of the Folk Dances in the Corabia Area (Olt County)”, în East European Meetings in Ethnomusicology, Vol. 1, București, 1994
- „Gypsy / Non-gypsy. A Controversed Music”, în East European Meetings in Ethnomusicology, Vol. 1, București, 1994
- „The Dynamics of a Personality: the Lăutar (Folk Performer) Marin Chiser”, în East European Meetings in Ethnomusicology, Vol. 3, București, 1996
- „Old Recordings and New Records in the Brăiloiu Institute”, în East European Meetings in Ethnomusicology, Vol. 6, București, 1999
- „Valorificarea discografică a arhivei institutului”, în Anuarul IEF, tom. 9-10, București, 2002
- „Metode și coduri de transcriere a ritmului asimetric”, în Anuarul IEF, tom. 11-13, București, 2003
- „Particularități ale ritmului asimetric”, în Anuarul IEF, tom. 14-15, București, 2004
- „Discography in the Institute of Ethnography and Folklore ”Constantin Brăiloiu”, în Revista Muzeelor, nr. 4, București, 2004, p. 15-21
- „Audio Documents. Record, Preservation and Restoration Techniques in the Institute of Ethnography and Folklore C. Brăiloiu”, în Anuarul IEF, tom. 16, București, 2005 (coautor)
- „Muzici populare românești: maneaua”, în Anuarul IEF, tom. 17, București, 2006
- „CD-uri cu muzică tradițională”, în Anuarul IEF, tom. 18, București, 2007
- „Ipostaze ale unei personalități - Lache Găzaru”, în Anuarul IEF, tom. 19, București, 2008
- „Cronica discului. Restituiri”, în Anuarul IEF, tom. 19, București, 2008
- „Constantin Brăiloiu, landmark of the Romanian ethnomusicology”, în Revista de Etnografie și Folclor / Journal of Ethnography and Folklore, nr. 1-2, București, 2008
- „Caietele de folclor ale elevilor profesorului Grigore Crețu”, în Anuarul IEF, tom. 20, București, 2009
- „De la folcloristica muzicală la etnomuzicologie, în România”, Anuarul IEF, tom. 25, București, 2014
- „Aspecte ale polimorfismului în ritmurile asimetrice din muzicile tradiționale”, în Anuarul IEF, tom. 28, București, 2017
- „Înregistrarea folclorului, între cilindrul de ceară și CD”, în Ghidul iubitorilor de folclor, vol. 9, Suceava, 2019

### Multimedia
- Rădăcini / Roots, EDC 322, 1999: CD document + broșură însoțitoare, 40 p. (coautor, restaurator sunet, editor)
- Din vadurile Brăilii. Colinde, balade și cântece din județul Brăila / Carols, Ballads and Songs from Brăila County, 2000: CD didactic + broșură (coautor, restaurator sunet, editor)
- Cântece epice eroice / Heroic Epic Songs, 2001: CD document + broșură însoțitoare, 48 p. (coautor, restaurator sunet, editor)
- Tumbe, tumbe. Cântece aromânești / Aromanian Songs, 2002: CD document + broșură însoțitoare, 64 p. (coautor, restaurator sunet, editor)
- De s-ar vinde dor cu dor: folclor muzical din județul Brăila, 2003: CD document + broșură însoțitoare, 96 p. (autor, restaurator sunet, editor)
- Doina, seria „Arhive folclorice românești”, 2004-2005: dublu CD document + broșură însoțitoare, 75 p. (coautor, restaurator sunet, editor)
- Gheorghe Celea. Cântece aromânești / Aromanian Songs, 2005: CD document + broșură însoțitoare (coautor, restaurator sunet, editor)
- Folclor muzical brăilean. 1929–1940: muzică populară din județul Brăila din arhiva Institutului de Etnografie și Folclor „Constantin Brăiloiu”, 2005: CD document (autor, restaurator sunet, editor)
- Colindatul tradițional românesc, 2007: CD document + carte însoțitoare, 320 p. (coautor, restaurator sunet, editor)
- Doina din Maramureș, Oaș și Bucovina, 2011: CD + carte însoțitoare, 201 p. (coautor, restaurator sunet, editor)